# IIHF Federation Cup
Der IIHF Federation Cup war ein von der Internationalen Eishockey-Föderation IIHF in den Spielzeiten 1994/95 und 1995/96 ausgetragener Eishockey-Europapokalwettbewerb für Vereinsmannschaften. Es wurde parallel zum Europapokal veranstaltet.

## Modus
Im ersten Jahr der Austragung nahmen 13 osteuropäische Mannschaften aus zwölf Ländern am Turnier teil. In drei Qualifikationsturnieren wurden im K.-o.-System die drei Teilnehmer am Finalturnier ermittelt, für das der Gastgeber bereits gesetzt war. 
Im Folgejahr wurde nach demselben Modus gespielt. Aufgrund der erhöhten Teilnehmerzahl – einige westliche Verbände hatten für den Wettbewerb gemeldet – wurde zusätzlich eine Qualifikationsrunde eingeführt, in der sechs Teilnehmer in zwei Gruppen die zwei freien Plätze in der Vorrunde ermitteln sollten.

## Siegerliste
| Jahr | Teilnehmer | Gewinner            | Erg. | Finalgegner               | Spielort             |
| ---- | ---------- | ------------------- | ---- | ------------------------- | -------------------- |
| 1994 | 13         | Salawat Julajew Ufa | 4:1  | HC Pardubice              | Ljubljana, Slowenien |
| 1995 | 19         | AS Varese Hockey    | 4:3  | HK Metallurg Magnitogorsk | Trenčín, Slowakei    |

- Stephan Müller: International Ice Hockey Encyclopaedia: 1904 – 2005. Books on Demand, Norderstedt, Deutschland 2005, ISBN 978-3-8334-4189-9, S. 443–444.